# Desiderio da Settignano
Desiderio de Bartolommeo di Francesco, dit Desiderio da Settignano Ferro (Settignano, vers 1430 - Florence, 1464) est un sculpteur italien de l'école florentine de la première Renaissance.

## Biographie
Desiderio di Bartolomeo di Francesco, dit Ferro, est né au village de Settignano, qui lui a donné son nom, un faubourg de Florence, vers 1430 dans une famille de tailleurs de pierre et a été formé dans le milieu de Donatello. Ses deux frères, Francesco et Gerri, étaient eux-mêmes sculpteurs.
Il étudie l'art de la sculpture dans l'atelier de Bernardo Rossellino qui l'influencera beaucoup. Contrairement à ce qu'affirme une légende fondée sur la ressemblance avec le  rilievo schiacciato de Donatello, Desiderio n'a jamais étudié sous la houppe de cet artiste (puisque Donatello est à cette époque à Rome et à Padoue). Chez Bernardo Rossellino, il côtoie le frère cadet de celui-ci, Antonio Rossellino ainsi que Mino da Fiesole. Entre 1450 et 1455, il travaille sur une frise de Putti, à la chapelle Pazzi de Santa Croce et, avec Antonio Rossellino, sous la direction de Bernardo Rossellino, sur le tombeau de la Bienheureuse Villana, dans la basilique de Santa Maria Novella.
Concernant le monument de Carlo Marsuppini à il commence à y travailler après 1453, où il est immatriculé à l'Arte dei Maestri di pietre e legnami. Puis le buste de Marietta Strozzi de 1455, la Marie-Madeleine en bois polychrome pour l'église Santa Trinita et le tabernacle pour la chapelle du Saint-Sacrement à San Lorenzo, achevé en 1461.
En 1453, il s'inscrit à la Guilde des maîtres de la pierre et du bois. Entre 1453 et 1458 environ, il exécuta le tombeau du chancelier Carlo Marsuppini dans la Basilique Santa Croce de Florence ; le monument dérive du Tombeau de Leonardo Bruni de Bernardo Rossellino, la disposition est la même : le défunt, allongé sur le sarcophage, est encadré dans un arc de triomphe soutenu par des pilastres, où dans la lunette se trouve le tondo de la Vierge à l'Enfant. Desiderio introduit, contrairement à Rossellino, des rythmes curvilignes pour briser le schéma rigide : le sarcophage a des angles arrondis, les chérubins portant les armoiries sont déplacés jusqu'au bout des pilastres pour en faire une base animée, le feston est maintenu en place par des génies et tombe sur les côtés de l'arc de triomphe, augmentant l'espace perçu au lieu de tout enfermer dans l'arc de triomphe. Avec son presque contemporain, Antonio Rossellino, les références mutuelles ne manqueront d'ailleurs pas.
Vers 1455 on place le buste de Marietta Strozzi, conservé à Berlin et celui de la Marie-Madeleine en bois polychrome pour l'église Santa Trinita, où, grâce au traitement doux et précis des surfaces, la vieillesse de la Madeleine est si douloureuse, mais il n'atteint pas la déformation présente dans la Madeleine contemporaine de Donatello. Le tabernacle pour la chapelle du Saint-Sacrement à la Basilique San Lorenzo de Florence, est achevé en 1461.
Il meurt à Florence en 1464 à 34 ans environ. Parmi ses disciples, le plus connu est peut-être Francesco di Simone Ferrucci.
Il a été le représentant du stil dolce par sa maîtrise de la taille du marbre.

## Œuvres

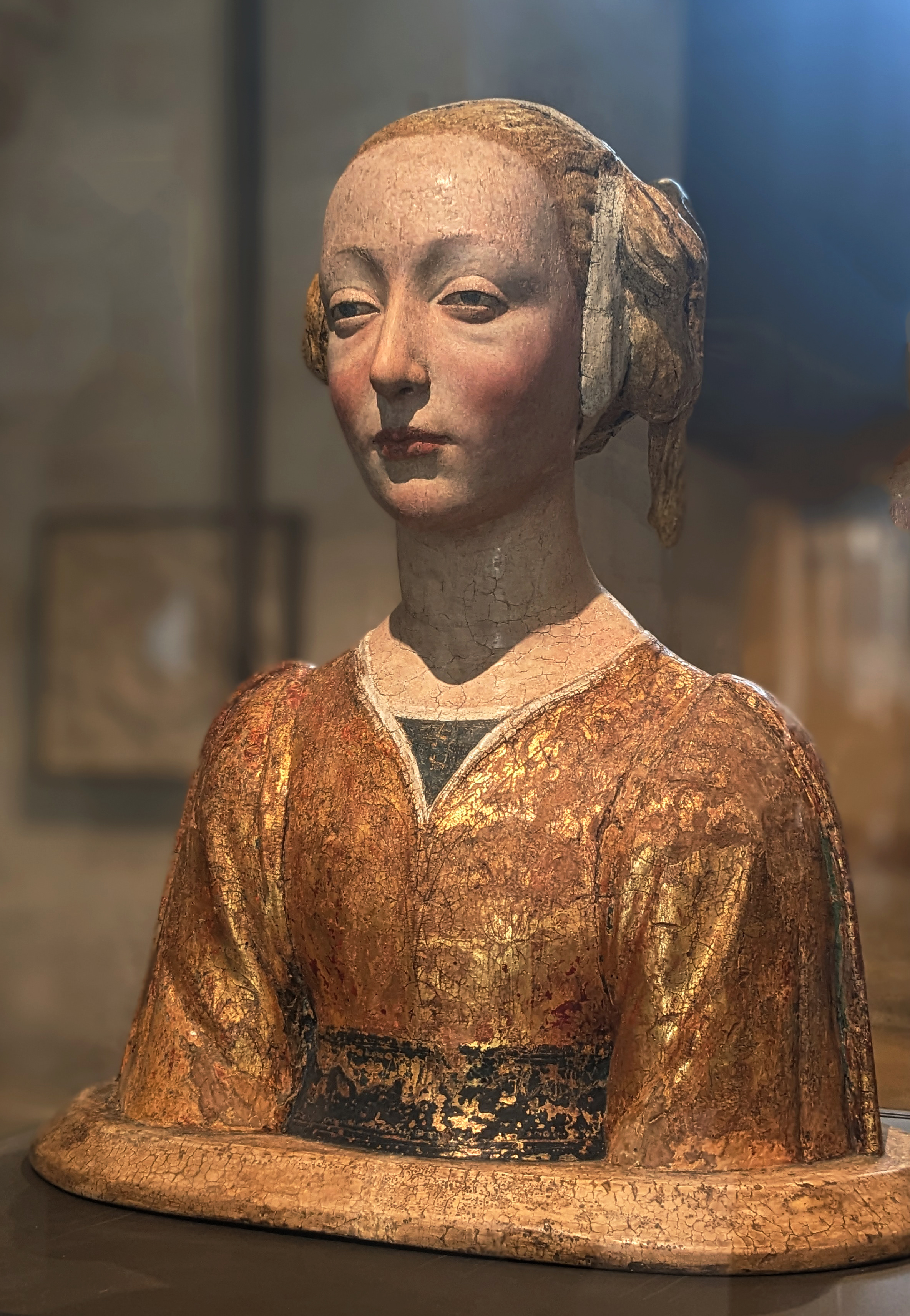
Buste de sainte Constance dite La Belle Florentine. Tilleul, traces d'or polychromé, fibre végétale, gesso, peuplier. H. 55 cm. 1450-75. Louvre.
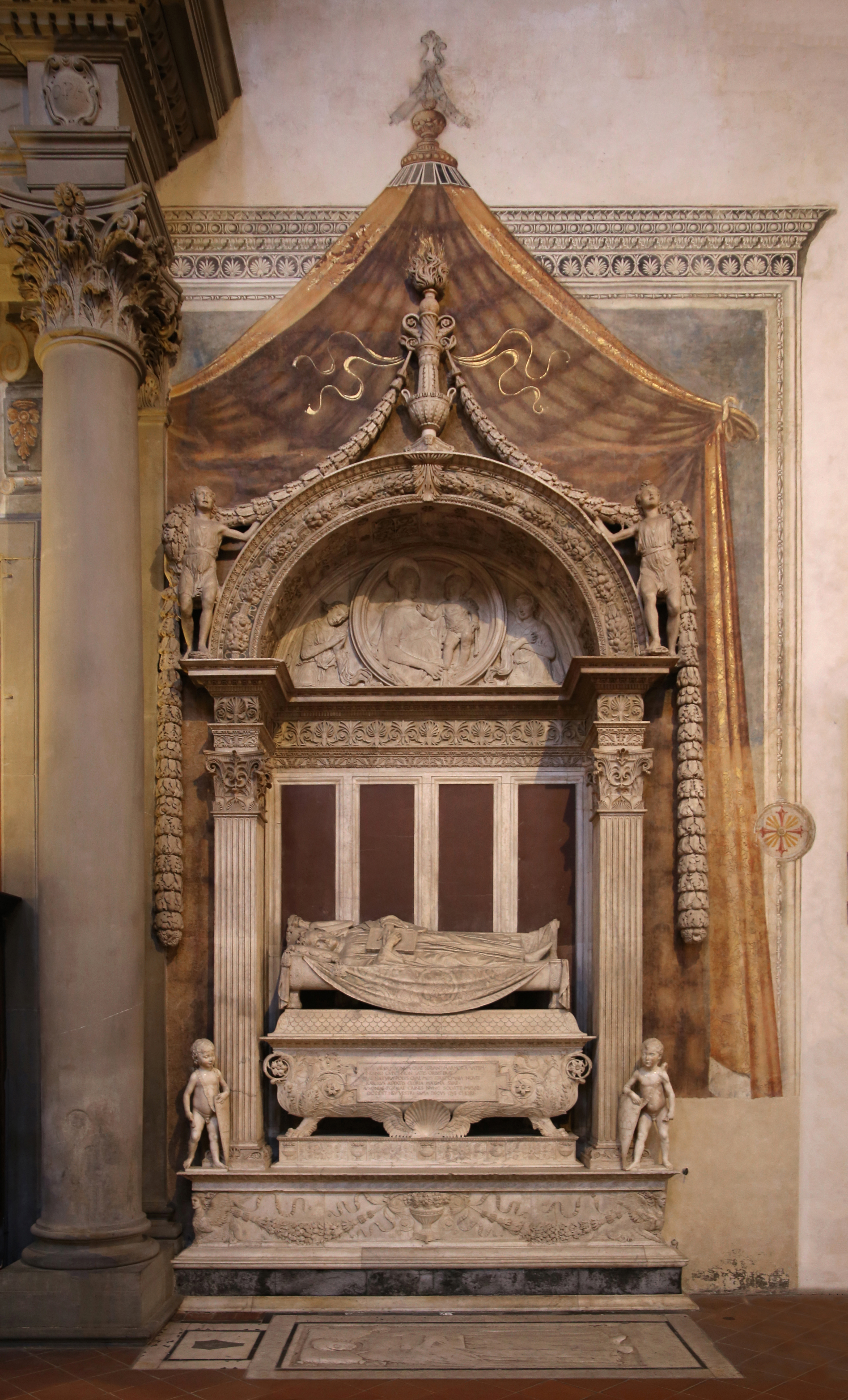
Tombeau de Carlo Marsuppini. 1453-55. Marbre et porphyre rouge antique. H. 6 m. Santa Croce, Florence
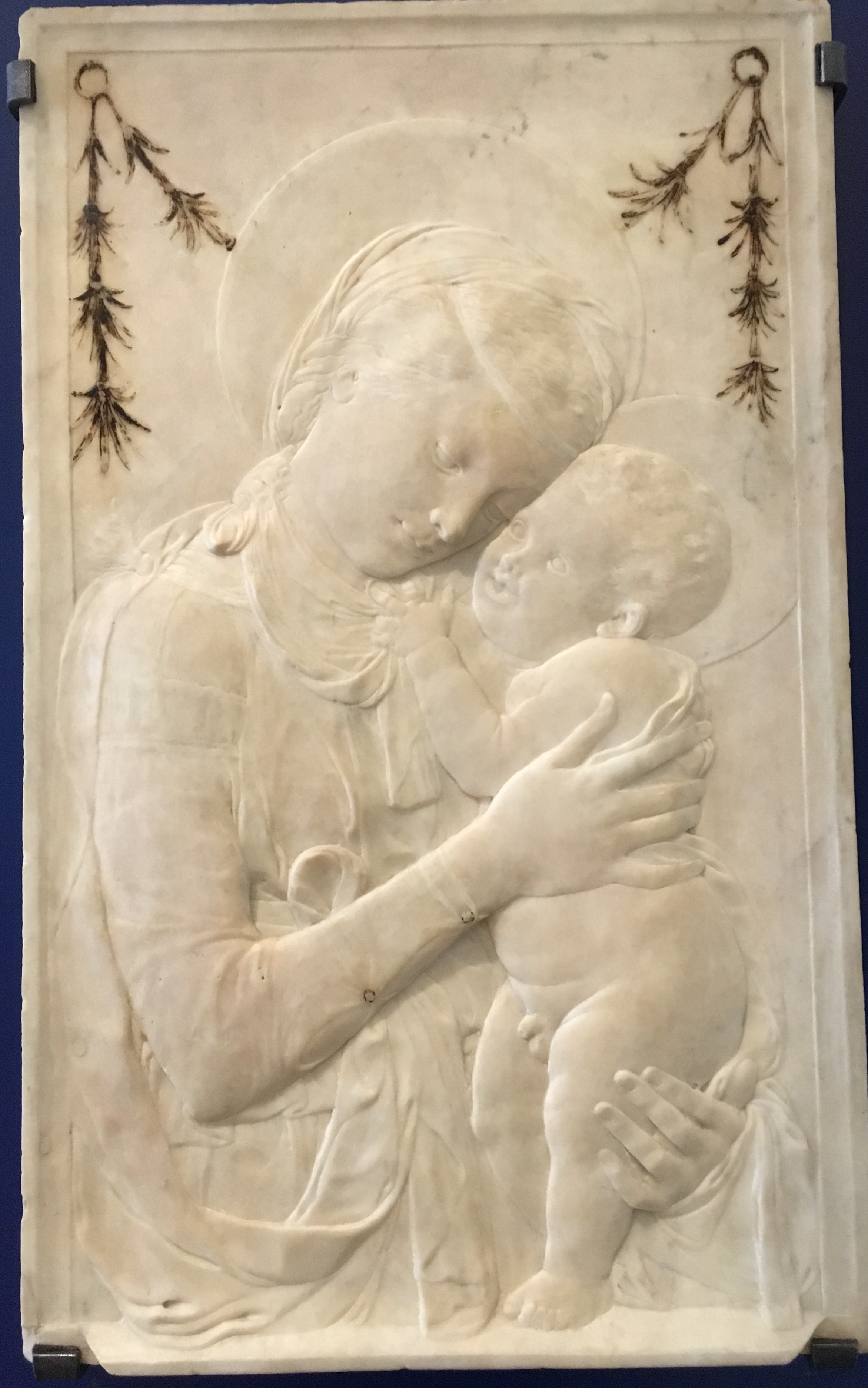
Vierge et Enfant. Marbre, H. 1 m., env. 1450. Galerie Sabauda, Turin
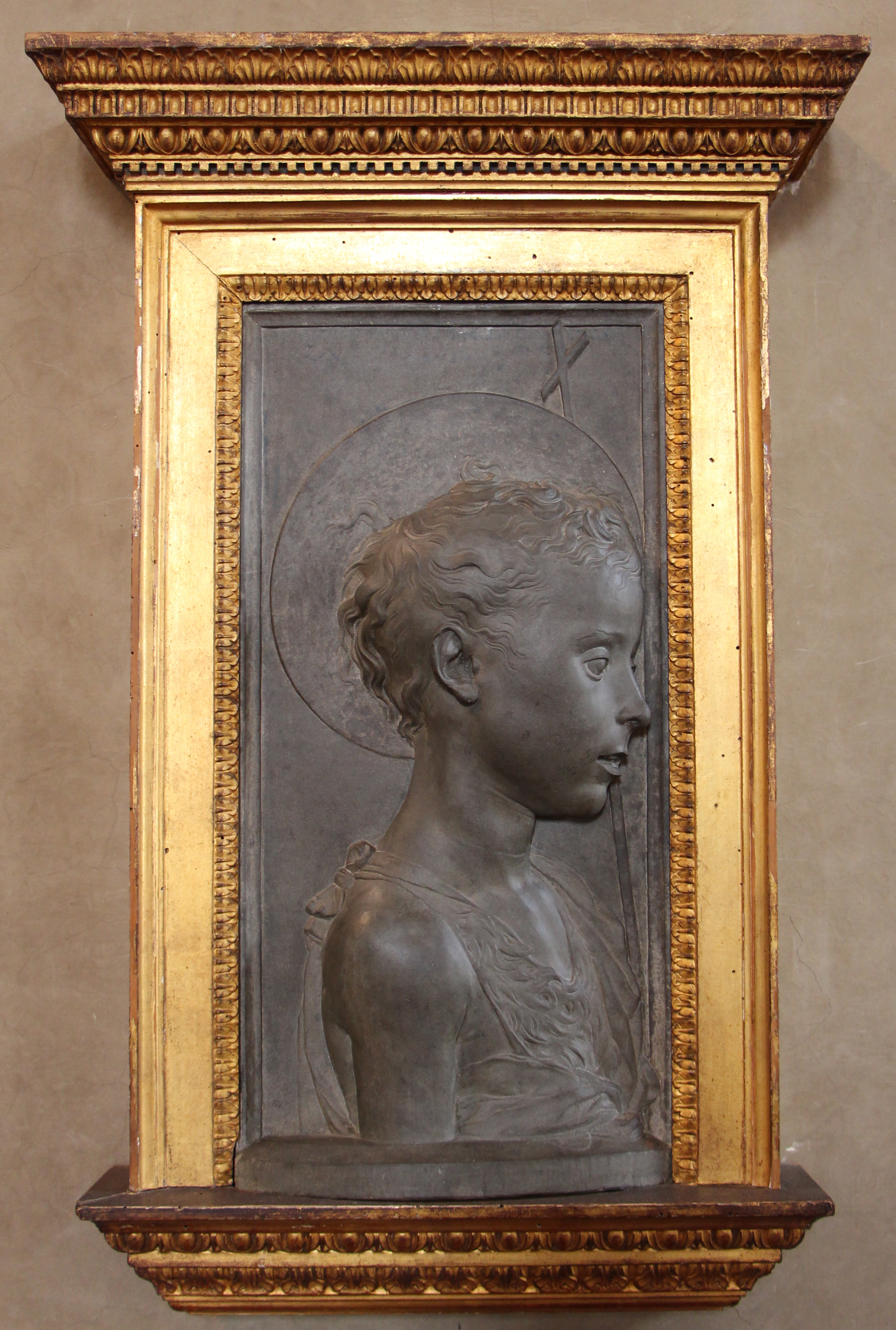
Saint Jean Baptiste jeune. Vers 1450-55. Relief. Pierre de Florence : macigno. H. 50 cm., env. 1450-55. De la Badia di Settimo. Musée national du Bargello
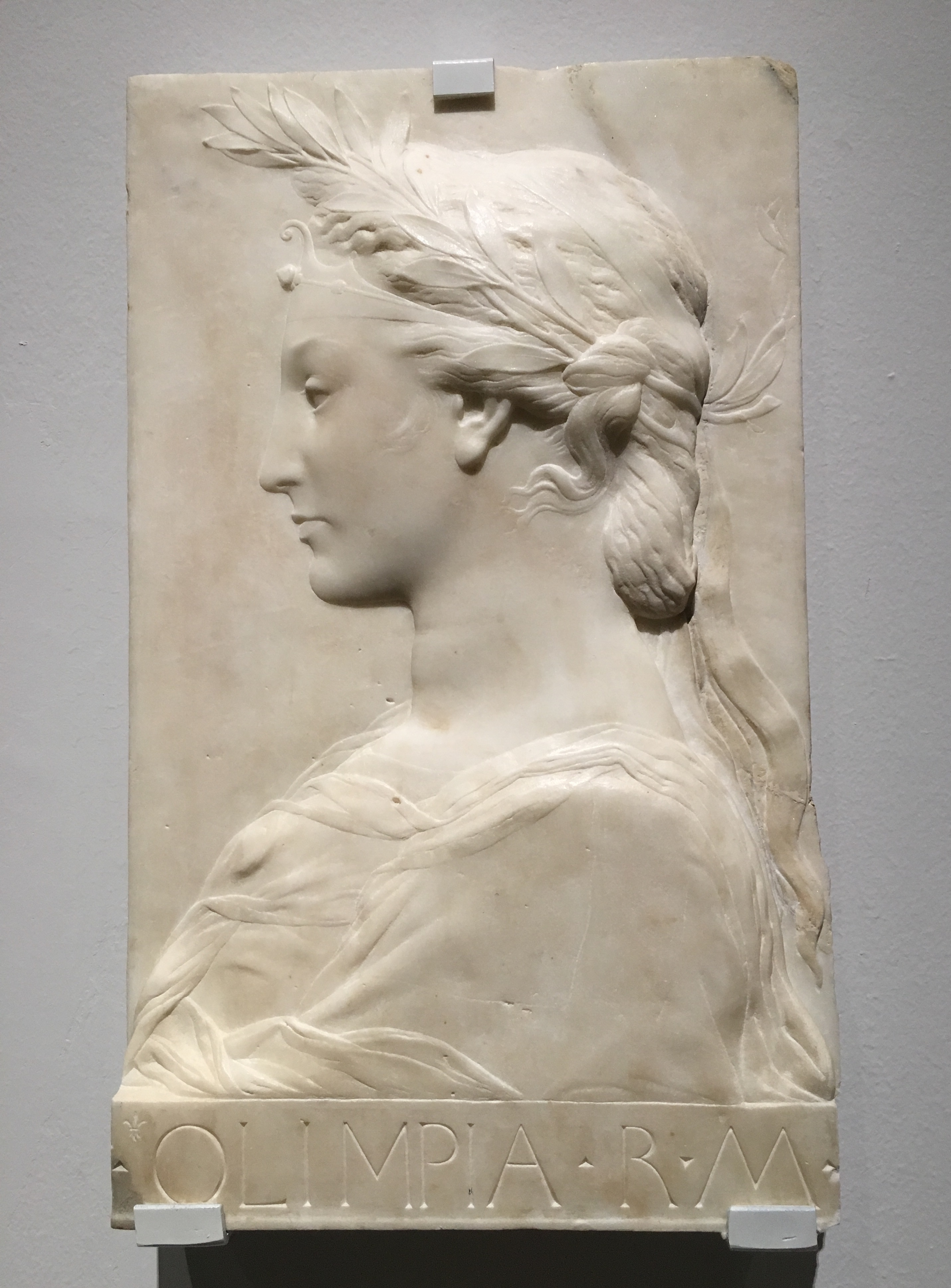
Olympias, reine de Macédoine. Relief. Marbre, entre 1460 et 1464. Palais royal de la Granja de San Ildefonso
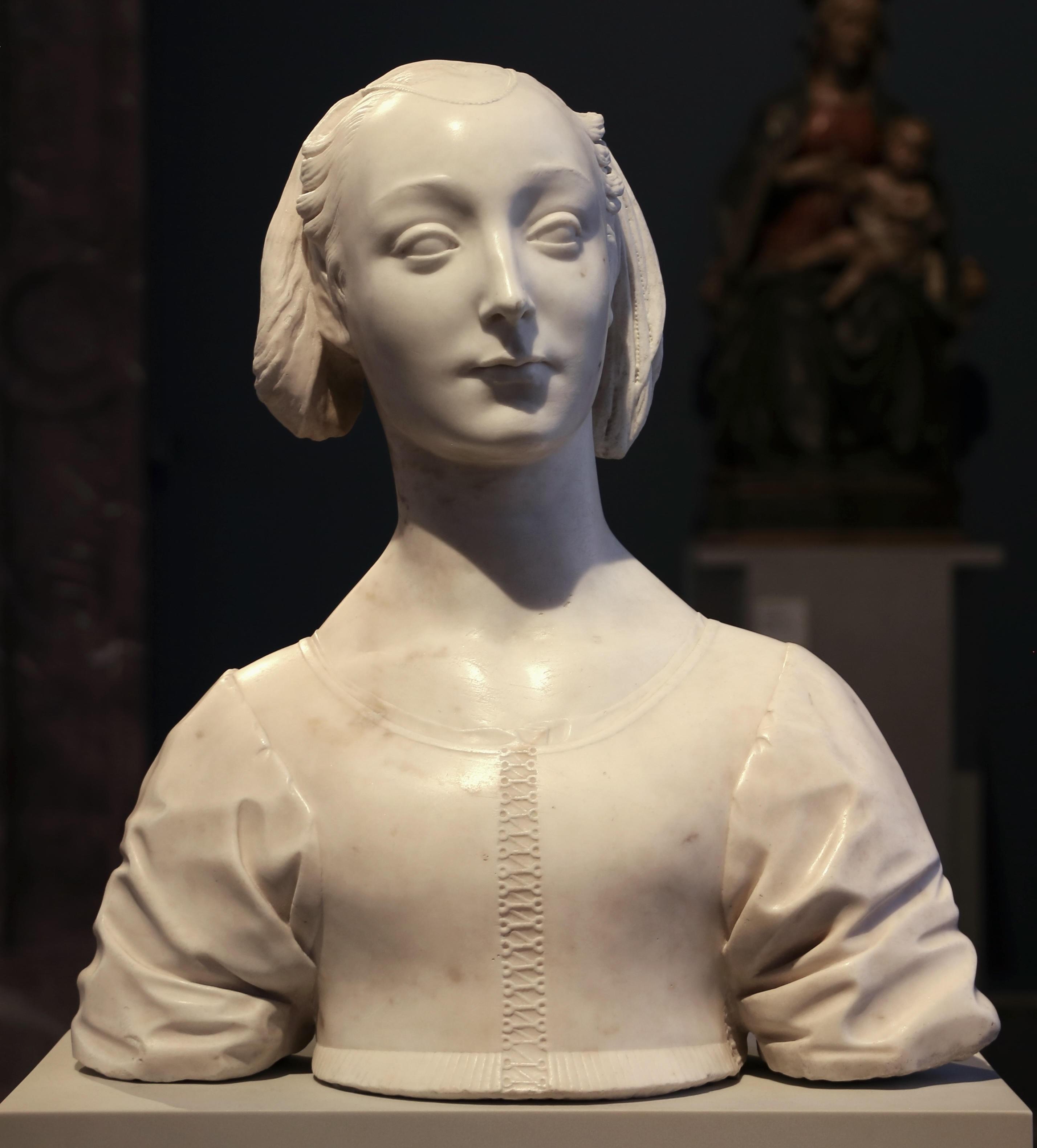
Buste de Marietta Strozzi. Marbre de Carrare, H. 52,8 cm., env. 1462. Musée de Bode, Berlin

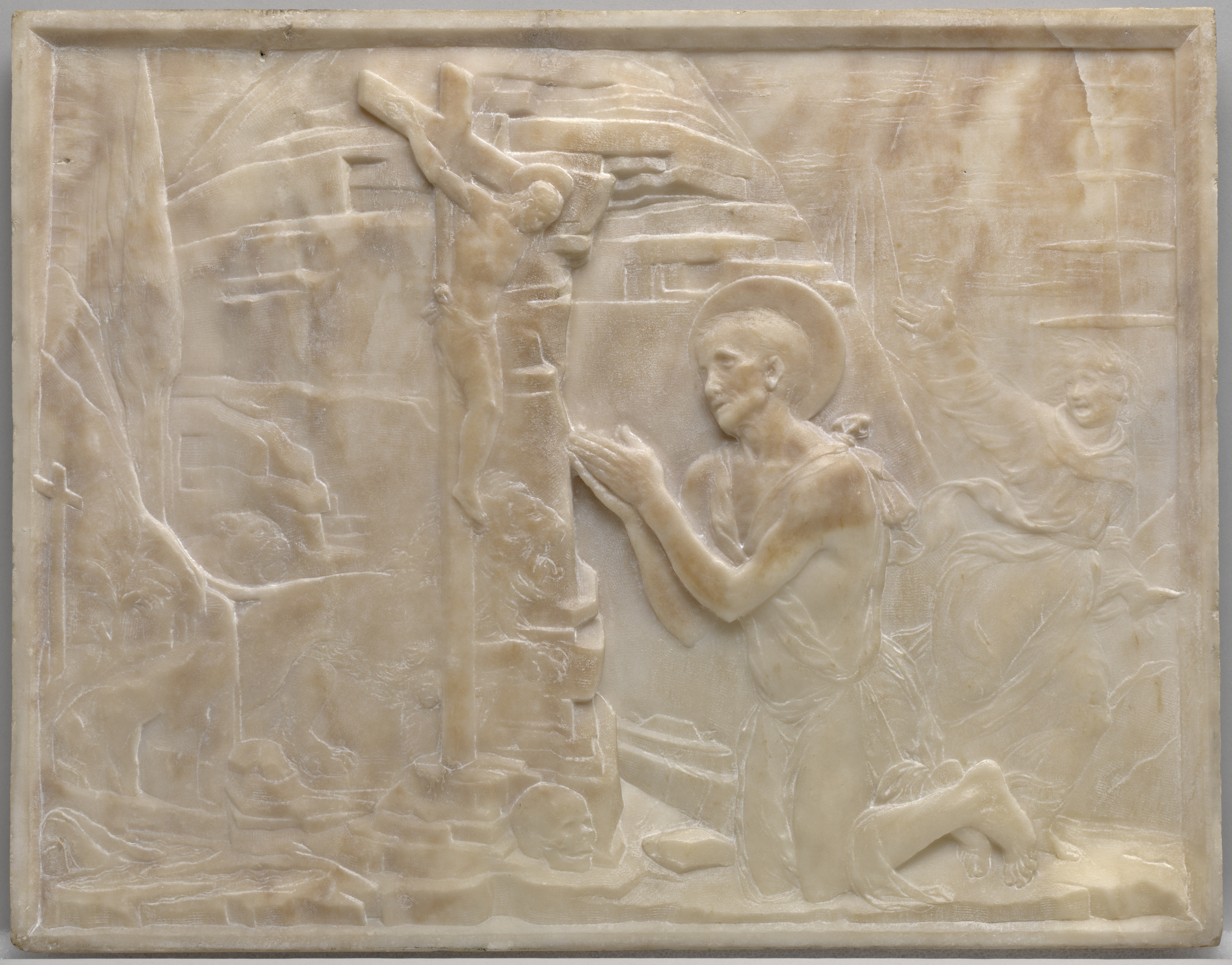
Saint Jérôme dans le désert. Marbre. H. 42,7 ; L. 54,8 ; pr. 3,8 cm., env. 1450. National Gallery of Art

- La Belle Florentine. Buste polychrome, H. 55 cm. Inscription arrière : "Sainte Constance, fille de Dorothée, roi de Constantinople". Louvre Collections :
- Jésus et saint Jean Baptiste enfants, vers 1455 - 1457, tondo (diamètre 51 cm.)[1]  dit Tondo Arconati-Visconti (don au musée du Louvre par la marquise Arconati-Visconti). Louvre Collections .
- Jules César, relief marbre, vers 1455, H. 42 cm.. Louvre Collections . [2]
- Buste de Marietta Strozzi, vers 1464, marbre, H. 52.5 ; L. 47.8 ; pr. 23.8 cm, Musée de Bode, Berlin[3].
- Autel du saint Sacrement, San Lorenzo (1461)
- Tombeau de Carlo Marsuppini, Basilique Santa Croce de Florence (après 1453)
- Saint Jérôme au désert, National Gallery of Art
- Vierge et Enfant, National Gallery of Art, Washington RF 583
- Vierge et Enfant, Galerie Sabauda, Turin (env. 1450)

## Rétrospectives notables
- Trois expositions conjointes Desiderio da Settignano sculpteur de la renaissance florentine en 2007 :
  - au musée du Louvre du 27 octobre 2006 au 22 janvier 2007
  - au musée du Bargello de Florence du 22 février au 3 juin 2007
  - à Washington, à la National Gallery of Art, du 1er juillet au 7 octobre 2007